# Iglesia de Santa María de los Reyes
La iglesia de Santa María de los Reyes es un templo católico de la localidad alavesa de Laguardia, en el País Vasco  en España.

## Historia
Comenzó a construirse en estilo románico en el siglo XII, época de la que quedan vestigios en el lado noroeste, pero la mayoría de las estructuras que se ven hoy datan de los siglos XIII al XV, por lo que es en su mayor parte gótica. El pórtico que hace famosa la iglesia fue construido en el siglo XIV. En el siglo XVI se llevó a cabo una reforma que consistió en la demolición de la cabecera de tres ábsides hasta el crucero y la reconstrucción posterior en estilo renacentista con reminiscencias goticistas. También en el siglo XVI se construyó la sacristía en estilo plenamente renacentista y el pórtico que cubre la portada principal sur. El retablo mayor barroco, del siglo XVII, es obra de Juan Baskardo.
La iglesia fue declarada monumento histórico-artístico perteneciente al Tesoro Artístico Nacional el 3 de junio de 1931, durante la Segunda República, mediante un decreto publicado el día 4 de ese mismo mes en la Gaceta de Madrid, con la rúbrica del presidente del Gobierno provisional de la República Niceto Alcalá-Zamora y el ministro de Educación Pública y Bellas Artes Marcelino Domingo y Sanjuán. A comienzos de la década de 1950 fue reformada por Fernando Chueca Goitia.